# شکست عشقی تورا-سان
شکست عشقی تورا-سان (انگلیسی: Tora-san's Shattered Romance) یک فیلم کمدی ژاپنی محصول ۱۹۷۱ به کارگردانی یوجی یامادا است. این فیلم ششمین فیلم از مجموعه محبوب و طولانی‌مدت اوتوکو وا تسورای یو است. کیوشی آتسومی در نقش «توراجیرو کوروما» (تورا-سان) و آیاکو واکائو در این فیلم به عنوان «علاقه عشقی توراسان» («مدونا») با نام «یوکو آکاشی» ظاهر می‌شود.

## خلاصه
داستان با مونولوگ توراجیرو شروع می‌شود. «شهر زادگاه جایی است که وقتی از آن دور هستید به آن فکر می‌کنید.» سپس، او خود را به عنوان «کسی توصیف می‌کند که وقتی خواهری را که در زادگاه خود جا گذاشته در چهره زنی در سفر به یاد می‌آورد، بی‌اختیار اشک می‌ریزد.»
توراجیرو به‌طور اتفاقی ساکورا و خانواده تورا-یا را در یک برنامه تلویزیونی ویژه دربارهٔ شیباماتا می‌بیند که او را به یاد زادگاهش می‌اندازد. با رسیدن به بندر ناگاساکی، توراجیرو با کینویو (نوبوکو میاموتو)، زنی که نوزادی را بر پشت خود حمل می‌کند و منتظر قایق به مقصد گوتو است، صحبت می‌کند. آخرین حرکت قایق به پایان رسید و کینویو که هیچ هزینه ای برای اقامت ندارد، التماس می‌کند که هزینه اقامت را به او قرض دهد، اما کینویو از شوهر نالایق خود شکایت می‌کند.
توراجیرو با شنیدن اینکه قبل از ازدواج او و همسرش تقریباً فرار کرده‌اند، بازگشت به خانه والدینش برای او دشوار است، کینویو را تا خانه والدینش در جزیره فوکوئه همراهی می‌کند. در آنجا با پدر کینویو، چیزو (کویا موریشیگه) آشنا می‌شود، اما پدرش به کینویو می‌گوید که نزد شوهرش برگردد. از آنجایی که او مردی است که یک بار عاشق او شده است، باید نقاط قوت خود را داشته باشد و باید آنها را پرورش دهد. با شنیدن صحبت‌های پدر، توراجیرو متوجه می‌شود که جایی وجود دارد که می‌تواند به خانه اش برود، بنابراین اگر شکست خورد، باید فقط به زادگاهش برگردد…
وقتی توراجیرو از سفرش برمی‌گردد، از اینکه یک مستأجر در اتاقش وجود دارد عصبانی است، اما وقتی می‌فهمد که مستأجر زنی به نام یوکو (آیاکو واکائو) فوق‌العاده زیباست، نگرش او به کلی تغییر می‌کند.

## بازخورد
یوجی یامادا برای کارش در فیلم شکست عشقی تورا-سان و همچنین تورا-سان، نیکوکار خوب و اثر بعدی ندای عشق تورا-سان در مجموعه اوتوکو وا تسورای یو (همه ۱۹۷۱) بهترین کارگردانی را کسب کرد. جایزه فیلم ماینیچی با ماساهیرو شینودا را کسب کرد. سایت آلمانی زبان molodezhnaja به این قسمت سه و نیم ستاره از پنج ستاره می‌دهد.

### انگلیسی
- "OTOKO WA TSURAI YO SHIN OTOKO WA TSURAIYO (1970)". British Film Institute. Archived from the original on 2012-10-17. Retrieved 2010-01-18.
- Rich, Jamie S. (2009-12-21). "Tora-San: Collector's Set 1". DVD Talk. Retrieved 2010-01-18.
- "SHIN OTOKO WA TSURAIYO". Complete Index to World Film. Retrieved 2010-01-18.
- Shin otoko wa tsurai yo (1970) در بانک اطلاعات اینترنتی فیلم‌ها (IMDb)

### آلمانی
- "Tora-San's Grand Scheme" (به آلمانی). www.molodezhnaja.ch. Retrieved 2010-01-18.